# Сент-Ансгар (Айова)
Сент-Ансгар (англ. St. Ansgar) — місто (англ. city) в США, в окрузі Мітчелл штату Айова. Населення — 1160 осіб (2020).

## Географія
Сент-Ансгар розташований за координатами 43°22′48″ пн. ш. 92°55′6″ зх. д. / 43.38000° пн. ш. 92.91833° зх. д. (43.379992, -92.918197).  За даними Бюро перепису населення США в 2010 році місто мало площу 2,67 км², уся площа — суходіл.

## Демографія
Згідно з переписом 2010 року, у місті мешкало 1107 осіб у 468 домогосподарствах у складі 303 родин. Густота населення становила 414 особи/км².  Було 506 помешкань (189/км²).
Расовий склад населення:
| - 99,2 % — білих - 0,3 % — азіатів |

До двох чи більше рас належало 0,5 %. Частка іспаномовних становила 0,8 % від усіх жителів.
За віковим діапазоном населення розподілялося таким чином: 23,9 % — особи молодші 18 років, 50,1 % — особи у віці 18—64 років, 26,0 % — особи у віці 65 років та старші. Медіана віку мешканця становила 45,2 року. На 100 осіб жіночої статі у місті припадало 87,6 чоловіків;  на 100 жінок у віці від 18 років та старших — 78,8 чоловіків також старших 18 років.
Середній дохід на одне домашнє господарство  становив 61 187 доларів США (медіана — 49 635), а середній дохід на одну сім'ю — 70 925 доларів (медіана — 61 500). Медіана доходів становила 47 054 долари для чоловіків та 35 417 доларів для жінок. За межею бідності перебувало 9,2 % осіб, у тому числі 13,4 % дітей у віці до 18 років та 11,5 % осіб у віці 65 років та старших.
Цивільне працевлаштоване населення становило 521 осіб. Основні галузі зайнятості: освіта, охорона здоров'я та соціальна допомога — 29,6 %, виробництво — 15,4 %, мистецтво, розваги та відпочинок — 8,6 %, фінанси, страхування та нерухомість — 6,7 %.